# IBM 3270
IBM 3270 — клас блок-орієнтованих комп'ютерних терміналів (інколи також називаються «дисплейними пристроями», англ. display devices) компанії IBM, представлений у 1971 році, що використовується для взаємодії людини з мейнфреймами IBM.
Пристрої серії 3270 стали наступниками терміналів IBM 2260, і через колір люмінофору перших моделей також неформально відомі як «зелені термінали».
На відміну від звичайних символ-орієнтованих терміналів, 3270 мінімізує кількість переривань вводу-виводу завдяки обробці цілих блоків («потоків») даних, і використовує високошвидкісний пропрієтарний інтерфейс передавання даних з коаксіальним кабелем.

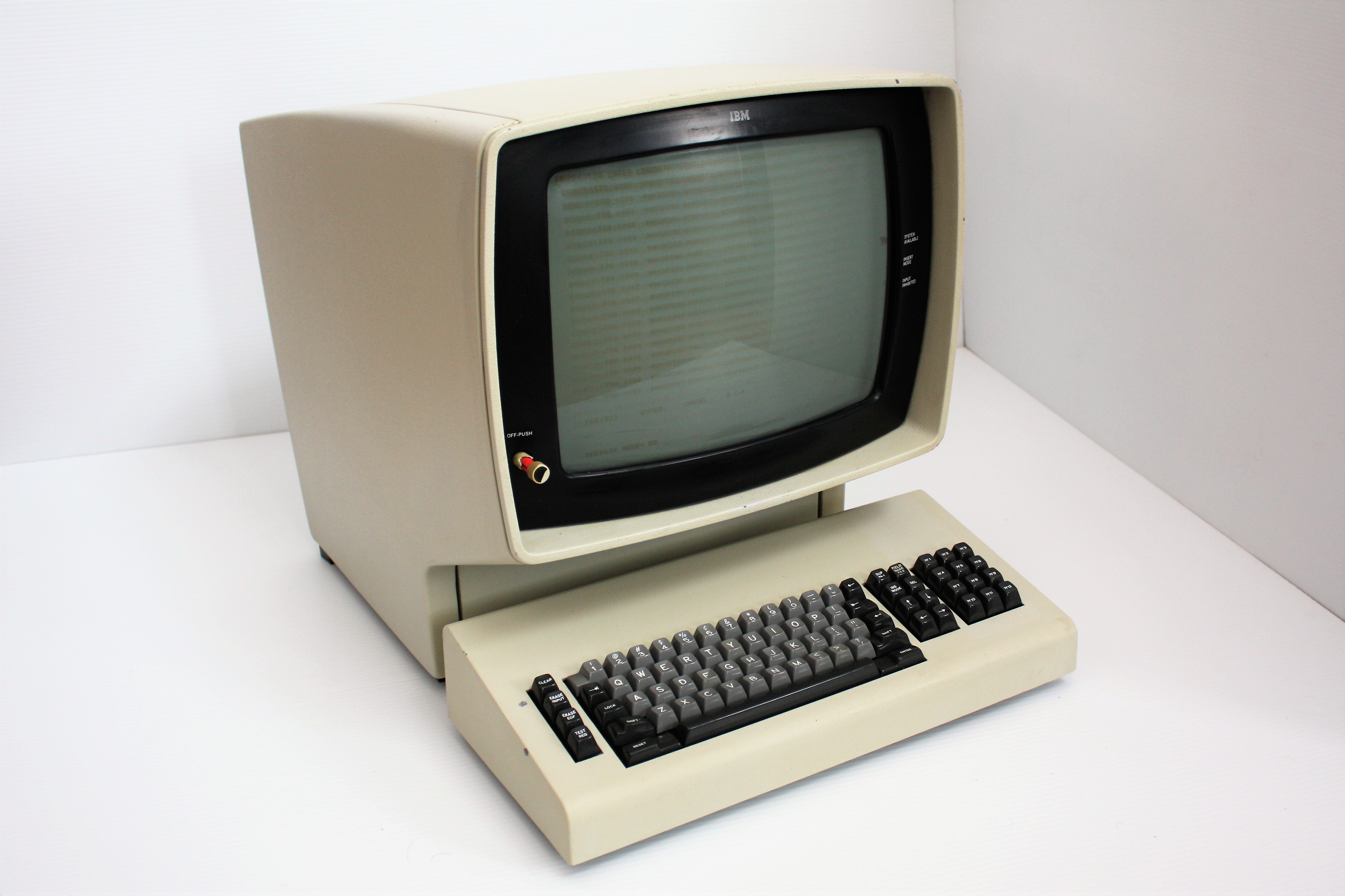
IBM 3277 Model 2

У 21-му столітті термінали 3270 більше не виробляються фірмою IBM. Незважаючи на це, протокол доступу 3270 широко застосовується емуляторами термінала для доступу до мейнфреймів. Втім, роль протоколу 3270 поступово знижується через те, що все більше застосунків, що працюють на мейнфреймах, орієнтуються на www-інтерфейс користувача.

## Принцип роботи
Серія 3270 проектувалася з метою надати користувачам доступ до мейнфреймів, в тому числі віддалений, використовуючи технологію, доступну на початку 1970-х років. Основними цілями при розробці проекту були мінімізація даних, що передаються, і мінімізація кількості переривань від терміналу до машини.

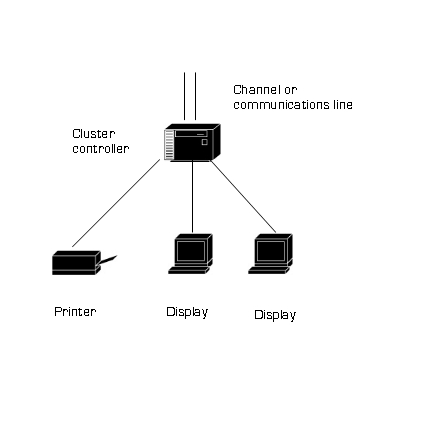
Кластер IBM 3270 з одним модулем керування, до якого під'єднані принтер і два дисплеї

Пристрої 3270 використовують «кластеризацію» (за термінологією IBM), при якій до одного пристрою керування (англ. control unit) під'єднано кілька принтерів і дисплейних терміналів (моделі 3275 і 3276 містили вбудований блок керування).
Перші пристрої під'єднувались до блоку керування за допомогою коаксіального кабелю, пізніше через мережу Token ring або Ethernet. «Локальний» блок керування під'єднується безпосередньо до каналу вводу-виводу мейнфрейма, «віддалений» — за допомогою модема.
Потік даних від термінала містить як текст, так і керувальні послідовності. Це дозволяє «рендеринг» всього текстового екрана за одну операцію вводу-виводу. Екран розділяється на поля (ланцюжки послідовних фрагментів тексту), для яких визначено численні атрибути, такі як колір, підсвічування, кодова сторінка, захист від модифікації. Атрибут поля має свою адресу на екрані, яка також визначає початок і кінець поля.
Коли ініціюється передавання від термінала до мейнфрейма, у одному блоці передаються дані про всі поля, у яких оператором було здійснено якісь зміни. Немодифіковані поля або статичні дані не надсилаються. Існує також режим «read buffer», при якому за одне пересилання надсилається вміст всього екрана, включно з атрибутами всіх полів (такий режим інколи використовується при відлагоджуванні програми, і дозволяє тимчасово замінити вміст екрана на яку-небудь відлагоджувальну інформацію).

#### 3279

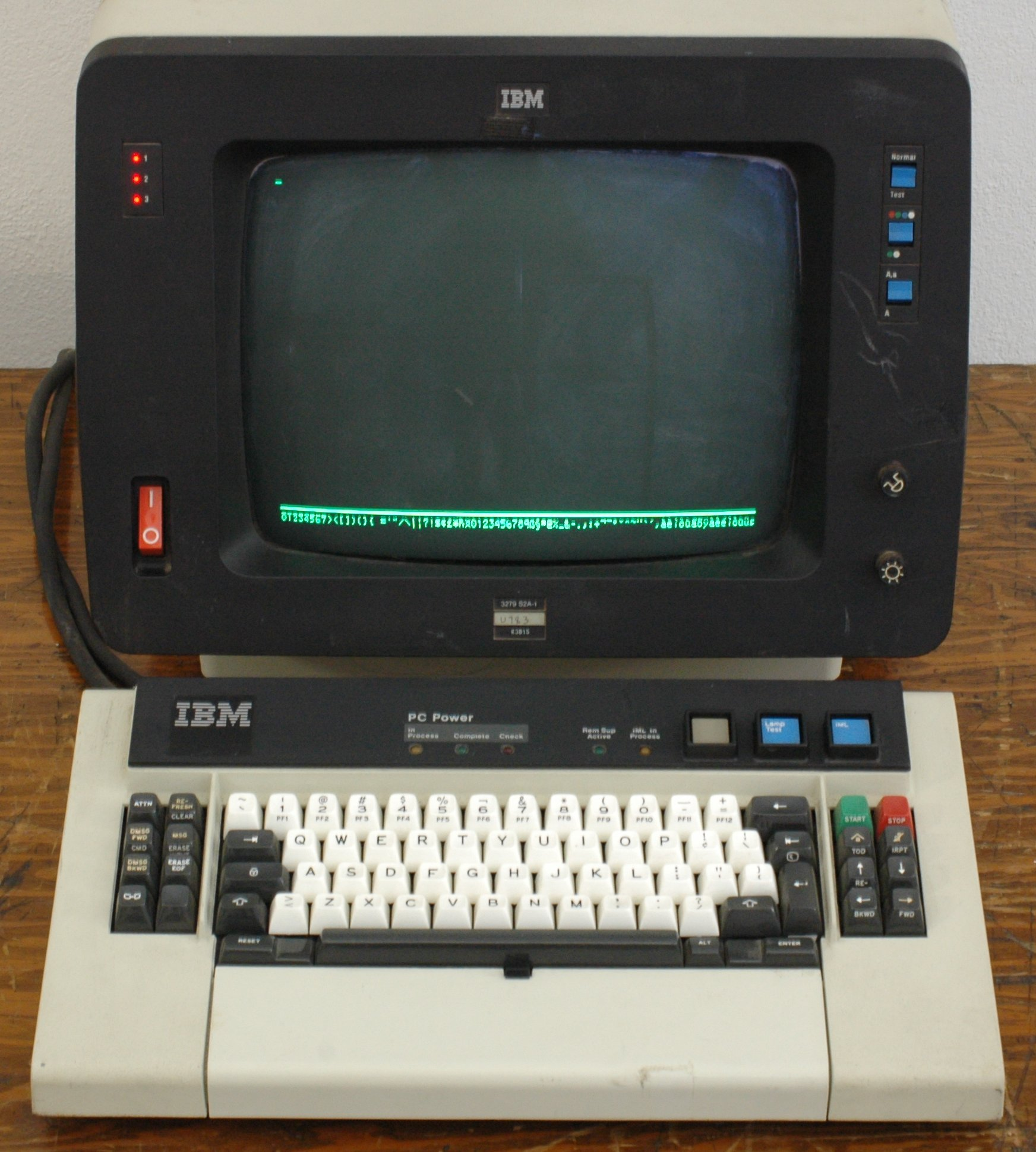
IBM 3279 Color Display Terminal

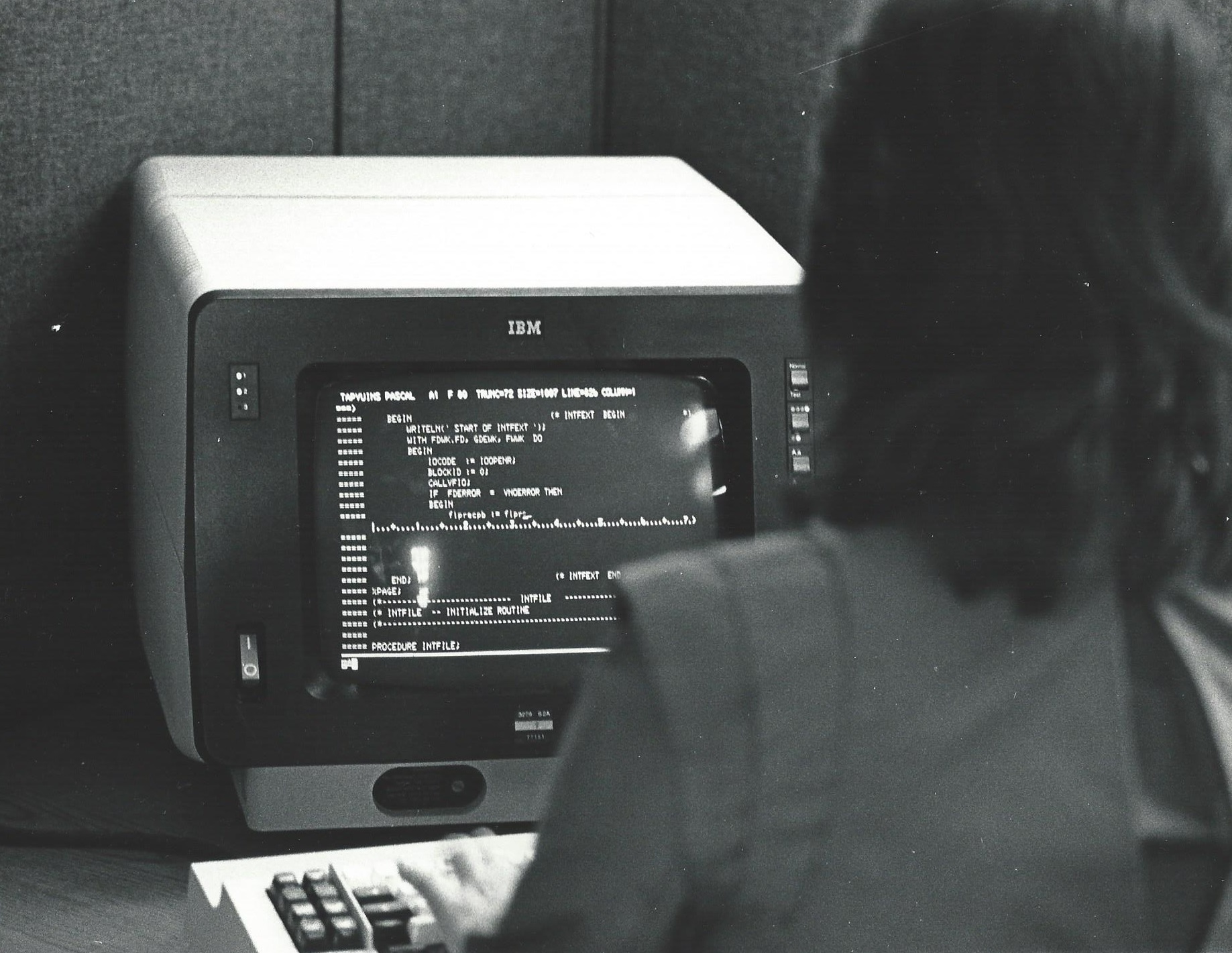
Програміст за терміналом IBM 3279